# Кэллан, Кей
Кэ́трин Эли́забет Кэ́ллан (англ. Katherine Elizabeth Callan; род. 9 января 1936, Даллас, Техас, США) — американская телевизионная актриса. Она сыграла роли второго плана в нескольких кинофильмах, включая «Джо» (1970), «С шиком» (1973), «Луковое поле» (1979) и «Смена времён года» (1980), но наибольшего успеха добилась на телевидении, где появилась в более ста проектах.

## Биография
Кэллан родилась в Далласе, штат Техас, где в 1956 году дебютировала на театральной сцене. В 1960-х она продолжила карьеру в Нью-Йорке, а в середине 1970-х переехала в Лос-Анджелес, где начала стабильно получать роли на телевидении в эпизодах «Однажды за один раз», «Все в семье», «Рода», «Уолтоны», «Медэксперт Куинси», «Лу Грант», «Тихая пристань», «Сент-Элсвер» и «Детективное агентство «Лунный свет»». Также у неё была второстепенная роль матери злобных сестёр Эйприл и Мишель Стивенс в прайм-тайм мыльной опере «Даллас» в 1990 году.
Кэллан добилась наибольшей известности благодаря регулярной роли матери Супермена в комедийном сериале ABC «Лоис и Кларк: Новые приключения Супермена» (1993—1997). После закрытия шоу она продолжила свою телекарьеру с гостевыми ролями в «Полиция Нью-Йорка», «Надежда Чикаго», «Седьмое небо», «C.S.I.: Место преступления», «Части тела», «Ищейка», «Отчаянные домохозяйки», «Касл» и «Морская полиция: Спецотдел». У неё также были второстепенные роли в «Женская бригада», «Карнавал», «Знакомство с Браунами», «Как я встретил вашу маму», «Старость — не радость» и «Достать ножи».

## Избранная фильмография
| Год  |   | Русское название      | Оригинальное название | Роль         |
| ---- | - | --------------------- | --------------------- | ------------ |
| 2007 | с | Отчаянные домохозяйки | Desperate Housewives  | Айлин Бритт  |
| 2011 | с | Держись, Чарли!       | Good Luck Charlie     | миссис Монро |